# Бражковский сельский совет (Харьковская область)
Бражковский сельский совет — входит в состав Изюмского района Харьковской области Украины.
Административный центр сельского совета находится в селе Бражковка.

## История
- 1993 — дата образования.

## Населённые пункты совета
- село Бражковка
- село Сулиговка

### Ликвидированные населённые пункты
- село Долгий Яр
- село Окнино